# 黑格獸科
黑格獸科（學名Hegetotheriidae）是一科已滅絕的南方有蹄目。牠們生存於始新世至更新世的南美洲。